# Cuba en los Juegos Paralímpicos de Atlanta 1996
Cuba estuvo representada en los Juegos Paralímpicos de Atlanta 1996 por diez deportistas, nueve hombres y una mujer.

## Medallistas
El equipo paralímpico cubano obtuvo las siguientes medallas:
| Nombre            | Deporte   | Evento                          |
| ----------------- | --------- | ------------------------------- |
| Oro               |           |                                 |
| Liiudys Beliser   | Atletismo | Disco F10-11 femenino           |
| Enrique Caballero | Atletismo | Salto de longitud F12 masculino |
| Enrique Caballero | Atletismo | Triple salto F12 masculino      |
| Omar Moya         | Atletismo | 200 m T11 masculino             |
| Omar Moya         | Atletismo | 400 m T11 masculino             |
| Ambrosio Zaldívar | Atletismo | 400 m T12 masculino             |
| Diosmani González | Atletismo | 10 000 m T12 masculino          |
| Guillermo Pérez   | Atletismo | Jabalina F42 masculino          |
| Plata             |           |                                 |
| Liiudys Beliser   | Atletismo | Jabalina F10-11 femenino        |
| Enrique Caballero | Atletismo | 100 m T12 masculino             |
| Diosmani González | Atletismo | 5000 m T12 masculino            |
| Bronce            |           |                                 |
| —                 |           |                                 |